# Sven Peter
Pour les articles homonymes, voir Peter.
Sven Peter est un sportif allemand pratiquant le bobsleigh.

## Palmarès

### Championnats monde
- Médaille d'or en bob à 4 en 2001.
- Médaille de bronze en bob à 4 en 1996.